# Пежо тип 2
Пежо тип 2 (фр. Peugeot Type 2) је био први аутомомобил са бензинским мотором који је француски Пежо произвео између 1890. и 1891. у својој фабрици у Валентину. Аутомобил је представљен само две године након што је Арманд Пежо напустио породични посао и основао Peugeot Automobiles, са намером да се фокусира на производњу аутомобила.
Пежо је 1889. године на сајму у Паризу представио свој аутомобил тип 1 на парни погон. Аутомобил је имао врло слаб пријем код публике због своје велике тежине јаких вибрација.
Међутим присуство на сајму за Пежо није било изгубљено време. Готлиб Дајмлер је након сајма договорио склапање свог револуционарног проналска, бензинског мотора са унутрашњим сагоревањем, преко фирме Панард и Левасо из Париза за француско тржиште, а Пежо за његово коришћење у новом квадрициклу. Пежо се такође састао са удовицом Едуарда Саразина, који је непосредно пред смрт купио право за производњу дајмлеровог мотора у Француској. Тако удовица Саразин постаје кључна личност у свету производње мотора и у 1906. години постаје највећи произвођач мотора ван САД.
Око годину дана након посете Арманда Пежоа Паризу, произведен је тип 2 најављена прзводња типа 3 што је представило је његову фирму као искључиво произвођача аутомобила.
Тип 2 је покретао двоцилиндрични, четворотактни бензински мотор произведен по лиценци Дајмлера. Мотор је постављен испод седишта, изнад и незнатно испред задње осовине са којом је повезан ланчаним преносом, снаге 2 КС и запремине 565 cm³. Максимална брзина је била 18 км/ћ. За хлађење мотора уграђене су цеви напуњене водом, слично радијатору.
Међуосовинско растојање је 1400 мм, дужину возила 2300 мм, ширина 1350 мм и висина 1450 мм. Неразвијен систем амортизера је указао на правац даљег развоја моторних возила и наметнуо се као основни задатак да се тај проблем реши.
Главни Пежоов посао је у то време била производња бицикала, која се брзо ширила, па су искуства стечена из те производње примењени и на производњу типа 2. Произведено је четири јединица типа 2. Три су четвороцикли, док је четврти био трицикл. Сви су имали простора за две особе на клупи изнад мотора.